# Église Saint-Jean-Baptiste de Tildonk
L'église Saint-Jean-Baptiste (Sint-Jan-de-Doperkerk en néerlandais) est une église de style  gothique et classique située à Tildonk, village de la commune belge de Haecht, dans la province du Brabant flamand.

## Historique
L'église est classée monument historique depuis le 11 juin 2001 et figure à l'inventaire du patrimoine immobilier de la Région flamande sous la référence 41868.